# ستيوارت جامب
ستيوارت جامب (بالإنجليزية: Stewart Jump)‏ هو لاعب كرة قدم بريطاني في مركز الدفاع، ولد في 27 يناير 1952 في Crumpsall ‏ في المملكة المتحدة. لعب مع تامبا باي راوديز وستوك سيتي وكريستال بالاس ونادي فولهام.